# Подорож до центру Землі (фільм, 1959)
«Подорож до центру Землі» (англ. Journey to the Center of the Earth) — американський кольоровий кінофільм 1959 року кінокомпанії "20th Century Fox" (реж. Генрі Левін) за однойменним романом Жуля Верна.

## Сюжет
Единбург, Шотландія, 1880 рік. Щойно удостоєного лицарства професора геології Олівера Лінденбрука вітає все місто, проте найкращий подарунок йому підносить студент Алек Макюен, що купив для нього в крамниці дрібниць зразок вулканічної породи. Незвичайна для середземноморської лави щільність каменю так зацікавлює вченого, що він застряє в лабораторії, незважаючи на організований в його будинку урочистий вечір і запрошених гостей. Через недбалість лаборанта зразок розколюється, а всередині виявляється явно зроблений людиною металевий вантаж з якимись письменами. Після розшифровки професор Лінденбрук з'ясовує, що послання належить ісландському вченому XVI століття Арне Сакнуссемму, котрий 300 років тому знайшов прохід, що веде до центру Землі. Лінденбрук і Алек негайно збираються в подорож.
Експедиція ускладнюється діями професора Гетеборга зі Стокгольма, який отримав лист від Лінденбрука, але вирішив перехопити славу, досягнувши центру Землі першим. Шведська група прагне першими досягти Ісландії, де найняті Гетеборгом люди замикають його суперників на складі. Шотландців звільняє силач-ісландець Ганс Бельке зі своєю ручною качкою Гертрудою. Вони разом проникають в номер Гетеборга в готелі, але виявляють того мертвим. Лінденбрук знаходить сліди ціаністого калію на його бороді і розуміє, що швед був убитий. Вдова Гетеборга Карла спочатку звинувачує професора, вважаючи, що він намагається прославитися за рахунок її покійного чоловіка. Проте згодом дізнається правду з його щоденника і, як вибачення, передає Лінденбруку припаси і обладнання, зібрані її чоловіком для власного походу, вимагаючи включити її до складу експедиції. Професор змушений погодитися з нею і взяти перекладачкою для спілкування з ісландцем, який не розуміє ні слова по-англійськи.
Мандрівники знаходять описаний в посланні вхід через згаслий вулкан і йдуть всередину планети, користуючись залишеними Арне відмітками. Однак не одні вони рухаються у цьому напрямку: туди ж таємно слідує зі своїм слугою граф Сакнуссемм, який вважає себе нащадком Анре Сакнуссемма, єдиним законним претендентом на славу від відкриття і господарем всіх знайдених підземель. Відсталий від групи Алек зустрічається з графом; той вимагає від юнака замінити йому померлого від поневірянь і страху слугу, а почувши відмову, стріляє в нього. Це не допомагає йому, позаяк професор швидко знаходить місце за відлунням від пострілу. Суд мандрівників засуджує графа до смерті, проте ніхто з них не наважується привести вирок у виконання, і вони неохоче дозволяють Сакнуссемму йти з їх експедицією.
Мандрівники знаходять у печерах незвичайне життя — фосфорентний лишайник і місцеві гриби, їстівні в молодому віці, але які згодом виростають до гігантських розмірів та набувають міцності дуба. Граф, який вирушив попереду своєї групи, виходить до підземного океану та встигає назвати його на свою честь. Він наказує Гансу спорудити з ніжок гігантських грибів пліт — що виявляється в пригоді, коли на групу нападає зграя диметродонів. Досягнувши гігантського виру, професор припускає, що потрапив у центр Землі, де взаємодія магнітних сил між північним і південним полюсами настільки велика, що може забрати будь-який метал, включаючи обручку Карлі, золотий зуб Ганса, гармоніку Алека, ручку і подорожній щоденник самого професора з усіма записами про хід експедиції.
Виснажені, мандрівники досягають протилежного берега океану. Поки інші сплять, голодний граф ловить і з'їдає качку Гертруду. Виявивши це, розлючений Ганс кидається на графа, але друзі зупиняють його — однак Сакнуссемм отримує покарання за свої вчинки, випадково спричинивши каменепад. Обвал відкриває раніше завалений прохід, за яким експедиція відкриває руїни зниклої Атлантиди і скелет Арне Сакнуссемма, мертва рука якого вказує напрямок до виходу назовні — вертикального каналу з сильною повітряною тягою, але майже перекритою великою брилою. Мандрівники підривають валун.
Повернувшись в Единбург мандрівників прославляють як національних героїв. Професор не хоче приймати вшанування, позаяк не зумів доставити жодного доказу свого досягнення, однак закликає інших повторити його, йдучи по їх стопах. Професор пропонує Карлі допомогти йому з відновленням записів про подорож, в свою чергу, Карлі натякає професору про можливу пропозицію руки і серця.

## Відмінності від роману
- Змінено походження і відносини головних героїв — в оригіналі німців, що часто підкреслюється літературознавцями, як незвичайна для Жюля Верна риса роману. Сам професор Лінденбрук (в оригіналі Ліденброк) не зазнав значних змін у своєму імені і становищі, однак його молодший партнер в книзі — не студент професора, а його племінник Аксель.
- Знаходження шифровки Арне Сакнуссемма у вулканічній породі (в оригіналі — в знайденому манускрипті алхіміка).
- Поява персонажів: качки Гертруди, професора Гетеборга і його дружини, а також графа Сакнуссемма (у книзі відсутні).
- Знаходження Атлантиди (в книзі відсутня).
- Історично-еволюційний рівень підземного тваринного світу (в оригіналі мандрівникам зустрілися морські ящери та плезіозаври, доісторичні слони, та динотерії, і навіть гігантський гомінід, але ніде не фігурують наземні динозаври).

## У головних ролях
| Актор                                     | Роль                                                                 |
| ----------------------------------------- | -------------------------------------------------------------------- |
| Джеймс Мейсон                             | сер Олівер Лінденбрук (професор геології Единбурзького університету) |
| Пет Бун                                   | Алек Макюен (студент)                                                |
| Айвен Трісолт (ест. Юхан Трейсалт)        | професор Гетеборг (суперник Лінденбрука)                             |
| Пітер Ронсон (ісл. Пьетюр Рейгнвальдссон) | Ганс Бельке                                                          |
| Арлін Дал                                 | Карлі Гетеборг (дружина/вдова професора Гетеборга)                   |
| Діана Бейкер                              | Дженні Лінденбрук                                                    |
| Тейер Девід                               | граф Сакнуссемм                                                      |
| Алан Napier                               | декан                                                                |

## Знімальна група та особливості знімального процесу
Члени знімальної групи
- Режисер — Генрі Левін[en].
- Продюсер — Чарльз Брекетт[en].
- Сценаристи — Чарльз Брекетт і Вальтер Райш[en], на основі роману Жуля Верна.
- Художньо-постановочна група — Лайл Вілер[en], Франц Бахелін[en], Герман Блюменталь[en].
- Декоратори — Йозеф Кіш[en] і Волтер М. Скотт[en].

- Композитор — Бернард Геррманн.
- Оператор — Лео Товер.
- Монтаж — Стюарт Гілмор і Джек В. Холмс.

Частина сцен «підземної» частини сюжету була знята в Карлсбадських печерах на півдні США. Для зображення ящерів (практично єдиної показаної підземної фауни) «гримували» реальних рептилій, зокрема, диметродони «зіграні» ігуанами «Cyclura cornuta» з прилаштованими до спин бутафорськими гребенями, а гігантський хамелеон — перефарбований ящіркою з роду тегу.

## Реакція аудиторії, критиків, професіоналів кіно
Картина була досить позитивно зустрінута аудиторією, зібравши близько 5 мільйонів доларів у рамках початкового прокату і приблизно ту ж суму при подальшому відеопрокаті. Загальний обсяг зборів склав близько 10 млн доларів США, при бюджеті фільму близько 3,44 мільйонів. У 1960 році фільм досяг шорт-листів трьох технічних номінацій премії Американської Кіноакадемії («Оскара»), а також отримав премію 2-го ступеня Laurel Awards.
Відгуки на кінокартину більшості критиків знаходяться в діапазоні від нейтральних до помірно-позитивних. Автор одного з більш скептичних відгуків, критик «The New York Times» Бослі Краузер охарактеризував фільм як «не особливо видатне „начебто“; підземелля виглядають на кшталт „тунелю кохання“ в парку розваг». У той же час, Іен Нейтан з журналу «Empire» дав фільму 4 зірки з п'яти, назвавши його «Чудовою науково-фантастичною казкою», яка «виглядає застарою і дещо штучною, але підходить до цього досить серйозно, даруючи глядачеві захоплюючу пригоду, не засмічену низькопробностями, мелодрамою або плем'ям статистів, рядженими птахами або людьми-ящерами». 81 % критиків, представлених на ресурсі-агрегаторі «Rotten Tomatoes», дали фільму в цілому позитивну оцінку, із загальним консенсусом, що це «дурнувате, але розважаюче кіно, в якому є все, що потрібно для фантастичного блокбастера — персонажі-герої, зловісні негідники, монстри, величезні декорації і спецефекти».
Свого роду додатковим визнанням фільму стала постановка Гелом Сазерлендом однойменного 17-серійного мультсеріалу, показаного в 1967—1969 роках телемережею ABC і заснованого більш на фільмі Левіна, ніж на книзі-першоджерелі. Зокрема, використовуються його імена і походження головних героїв, а також додані в сюжет граф Сакнуссем і качка Гертруда.

## Номінації кінопремій
Премія Американської Кіноакадемії («Оскар»)
- Номінація в категорії «Найкраща робота художника-постановника у кольоровому фільмі» (Лайл Рейнолдс Вілер[en], Франц Бачелін[en], Й. Кіш[en], Р. Блюменталь[en], Волтер М. Скотт[en]).
- Номінація в категорії «Найкращий звук» (Карлтон У. Фолкнер[en]).
- Номінація в категорії «найкращі спеціальні (візуальні і звукові ефекти» (К. Б. Ебботт, Дж. Б. Гордон /візуальні ефекти/, К. У. Фолкнер /звукові ефекти/).

Laurel Awards
- 1960 — «Золотий лавр» 2 ступеня в категорії «Top Action Drama» Laurel Awards[en].